# Bakht Khan
Bakht Khan (Sultanpur 1797-Lucknow, 1859) fou el comandant en cap de les forces índies revoltades el 1857.
Era fill d'un cap rohilla de nom Abd Allah Khan, descendent en línia directa de Ghulam Kadir Rohilla, establert a Oudh a la mort del cap rohilla Hafiz Rahmat Khan (23 d'abril de 1744). La seva mare era una princesa reial d'Oudh (la família havia estat desposseïda pels britànics).
El 1817 va ingressar a l'exèrcit a l'anomenada Brigada de Bareilly a la que va servir durant 40 anys i es va distingir sempre al servei dels anglesos obtenint diverses distincions. En esclatar la revolta dels sipais a Bareilly, el 31 de maig de 1857, Khan Bahadur Khan, net d'Hafiz Rahmat Khan, fou proclamat kan de Rohilkhand, com a virrei de l'emperador mogul. Llavors Bakht Khan va marxar a Delhi amb les seves forces i va assolir tot el poder amb el títol de "Lord governador Bahadur Bakht Khan". Els principals ulemes de Delhi van signar una fàtua declarant la guerra santa als britànics. Es va enfrontar als britànics i a les forces lleials que van assetjar Delhi i va haver d'abandonar la ciutat (setembre del 1857), sense aconseguir que l'emperador Bahadur Shah II l'acompanyés en la fugida. Va acampar a Djalalabad al districte d'Hardoi i després a Bilgram i a Mirza Ghat i finalment es va unir a les tropes de Begam Hadrat Mahall a Lucknow i probablement va morir en combat el 1859 encara que una altra versió diu que va poder fugir a Nepal.